# Hans Lyon
Hans Lyon (Viena, 11 de mayo de 1904-Londres, septiembre de 1969) fue un deportista austríaco que compitió en esgrima, especialista en la modalidad de florete. Ganó tres medallas en el Campeonato Mundial de Esgrima entre los años 1931 y 1937.

## Palmarés internacional
| Campeonato Mundial | Campeonato Mundial | Campeonato Mundial | Campeonato Mundial  |
| Año                | Lugar              | Medalla            | Prueba              |
| ------------------ | ------------------ | ------------------ | ------------------- |
| 1931               | Viena (Austria)    | Medalla de bronce  | Florete por equipos |
| 1933               | Budapest (Hungría) | Medalla de plata   | Florete por equipos |
| 1937               | París (Francia)    | Medalla de bronce  | Florete por equipos |